# Kompare
Kompare je počítačový program prostředí desktopového prostředí KDE, který funguje jako grafické rozhraní programu diff. Jeho úkolem je tedy přehledně zobrazit změny mezi dvěma textovými soubory. Je používán zejména na Linuxu a jiných UN*Xových operačních systémech.
Je k dispozici pod licencí GNU GPL, jedná se tedy o svobodný software.